# 約迪·阿靈頓
約迪·阿靈頓（英語：Jodey Arrington，1972年3月9日—）是美国德克萨斯州的一位共和黨政治家。他曾經是小布希在州長和總統在任時的幕僚。2016年，他當選為德克薩斯州第19國會選區的美國眾議院議員。他畢業於喬治城大學。